# Streptococcus pyogenes
Streptococcus pyogenes (von griechisch πύον Eiter – Eiter hervorrufende Streptokokken) ist ein häufig vorkommendes Bakterium, das beim Menschen unter anderem Scharlach und eitrige Tonsillitis oder Tonsillopharyngitis auslösen kann.

## Eigenschaften

Hämolytische Eigenschaften verschiedener Streptokokken-Arten auf einer Blutagarplatte. In der Mitte beta-Hämolyse von St. pyogenes

Streptococcus pyogenes ist grampositiv, kettenbildend, beta-hämolysierend und Pyrrolidonyl-Arylamidase-positiv. S. pyogenes wächst anaerob, ist aber aerotolerant, d. h. die Bakterien wachsen in Anwesenheit von Luftsauerstoff, benötigen aber keinen Sauerstoff für ihren Stoffwechsel. Die einzelne, rundliche Zelle hat eine Größe von 0,6 bis 1 µm. S. pyogenes kann sich nicht aktiv bewegen und bildet keine Endosporen. Auf Blutagar, einem bluthaltigen Nährmedium, entstehen grauweißlich schleimige Kolonien. Nach dem Lancefield-Schema, das die Streptococcus-Arten nach ihrem C-Polysaccharid differenziert, gehört S. pyogenes zur Gruppe A.

## Pathogenese und verursachte Krankheiten
Streptococcus pyogenes besitzt verschiedene Virulenzfaktoren, die es dem Bakterium ermöglichen, sich der Abwehrreaktion des menschlichen Immunsystems zu entziehen und Krankheiten auszulösen. Einer der wichtigsten Virulenzfaktoren ist das M-Protein, ein antiphagozytotisches Oberflächenprotein. Einen ähnlichen Effekt hat die bei einigen Stämmen vorhandene Kapsel aus Hyaluronsäure. Darüber hinaus spaltet eine C5a-Peptidase wichtige Signalmoleküle im Komplementsystem und unterbindet so die Aktivierung dieses Teiles des Immunsystems.
Die Fibronektin-bindenden Proteine F1 und SfbI dienen dem Bakterium zum Anheften an die Endothelzellen und unterstützen so sein Eindringen in menschliches Gewebe. Dort angekommen, zerstören die Streptolysine O und S rote Blutkörperchen und andere Zellen. Die Streptokinase löst Fibrin auf. Außerdem helfen auch verschiedene Enzyme wie DNAsen, Proteasen und Hyaluronidasen dem Bakterium bei der Ausbreitung im Gewebe. Um sich gegenüber anderen Bakterien behaupten zu können, sezerniert S. pyogenes des Weiteren Bakteriengifte.
Streptococcus pyogenes verursacht sowohl akute invasive Infektionen als auch nicht-invasive Folgekrankheiten. Die akuten Infektionen gehen dabei wegen der vielen gewebeauflösenden Enzyme häufig mit Eiterbildung einher. Ein mögliches Ziel sind die oberen Atemwege, wo sich eine Mandel- oder Rachenentzündung bilden kann. Auf der Haut können je nach Tiefe der Infektion und Abwehrlage Impetigo, Erysipel oder Phlegmone entstehen. Lokale Infektionen können bei einer schlechten Abwehrlage auch in eine generalisierte Infektion übergehen (Sepsis).
Alle Stämme von S. pyogenes sind „poly-lysogenisiert“, d. h. sie tragen einen oder mehrere Bakteriophagen auf ihrem Genom.
Einige der Phagen können defekt sein, aber in einigen Fällen können aktive Phagen Defekte in anderen ausgleichen.
Im Allgemeinen ist das Genom von S. pyogenes-Stämmen, die während der Krankheit isoliert wurden, zu mehr als 90 % identisch, sie unterscheiden sich aber durch den oder die Phagen, die sie tragen.
Wenn das Streptokokkenbakterium von einem Virus (Bakteriophagen) befallen worden ist, kann es mithilfe des Virusgenoms ein pyrogenes Streptokokken-Exotoxin (PSE, auch mit spe bezeichnet, englisch Streptococcal pyrogenic exotoxin) bilden.
Dieses kommt in drei Varianten A, B und C vor, wobei A und C als Superantigene wirken.
Bekannt sind die – mit Stand September 2020 noch nicht vom International Committee on Taxonomy of Viruses (ICTV) bestätigten – Kandidaten „Streptococcus-Phage T12“ (Akronym: T12, Familie: Drexlerviridae, Morphotyp: Siphoviren) für speA, und „Bakteriophage CS112“ (ΦCS112) für speC. Die betreffenden (Phagen-)Gene sind (in Kursivschrift): speA, speC usw.
PSE B spaltet Immunglobuline. Alle drei Toxine können außerdem die Symptome von Scharlach hervorrufen. Bei einer Ausstattung des Immunsystems mit risikoreichen MHCII-Allotypen kann es zu einer nekrotisierenden Fasziitis oder einem Streptokokken-induzierten toxischen Schocksyndrom (STSS) kommen. Rund 30 Prozent der an letzterem Erkrankten versterben an Schock und Multiorganversagen. Einzig eine frühe Diagnose ermöglicht die erfolgreiche Behandlung.
Gefürchtet sind die immunologisch bedingten Folgeerkrankungen der Streptokokkeninfektion, insbesondere die akute Glomerulonephritis und das akute rheumatische Fieber. Es ist die akute Glomerulonephritis, welche ca. drei Wochen nach dem eigentlichen Infekt auftritt, von der mit dem Infekt auftretenden akuten interstitiellen Nephritis abzugrenzen. Diese findet im Rahmen einer überschießenden, zellvermittelten Immunantwort als abakterielle Entzündung des Niereninterstitiums statt. Bei der Glomerulonephritis kommt es durch Ablagerung von Antigen-Antikörper-Komplexen (Immunkomplexkrankheit Typ III) zu Schädigungen der Niere. Beim akuten rheumatischen Fieber spielen Kreuzreaktionen zwischen Antigenen der Streptokokken und körpereigenen Strukturen, vor allem Kollagen IV, eine Rolle. Es kommt zu Entzündungen im Herz (Endokarditis, Myokarditis, Perikarditis), in Gelenken (Arthritis), im Gehirn (Chorea minor) und in der Haut (Erythema) oder in seltenen Fällen in der Muskulatur (Pyomyositis). In der Unterhaut bilden sich Knötchen.

## Diagnostik
Je nach Ort der Erkrankung können Blut, Punktate, Biopsiematerial oder Eiterabstriche im Labor untersucht werden. Dort können bereits unter dem Mikroskop die typischen Ketten erkannt werden. Um S. pyogenes anzuzüchten, benutzt man Agarplatten, denen Fleischextrakt, Blut oder Serum zugegeben ist. Bei 37 °C und 5 bis 10 % Kohlendioxid ist in 16 bis 24 Stunden mit einer Koloniebildung zu rechnen.
Zur Differenzierung des C-Polysaccharids (siehe oben) können im Handel erhältliche Testkits verwendet werden, die mit Antikörpern arbeiten. Für wissenschaftliche Zwecke werden manchmal auch die Gene für das M-Protein (emm-Gene) untersucht.
Liegt ein Verdacht auf ein durch S. pyogenes verursachtes rheumatisches Fieber vor, kann der Patient auf Antikörper gegen Streptolysin O (siehe oben) und gegen die DNAse untersucht werden.

## Therapie
Streptokokken können gut mit Penicillinen, bei schweren Fällen auch kombiniert mit Clindamycin, bekämpft werden. Bei Unverträglichkeit werden Makrolidantibiotika eingesetzt. Weitere Alternativen sind Cephalosporine.

## Epidemiologie
S. pyogenes kommt weltweit vor. Es befällt nur den Menschen, gehört hier aber zu den häufigsten Erregern von Haut- und Atemwegserkrankungen. Dabei fällt auf, dass in gemäßigten Klimazonen die Racheninfektionen die größte Rolle spielen, während in tropischen Ländern eher Hautinfektionen auftreten. Die Übertragung der Keime geschieht sowohl durch Tröpfchen- als auch durch Schmierinfektionen. Obwohl auch bei Menschen, bei denen keine Krankheit aufgetreten ist, Keime nachgewiesen werden können, sind apparente Kranke als Infektionsquelle häufiger.

## Sonstiges
Zwei Enzyme von S. pyogenes werden in der Medizin zu therapeutischen Zwecken eingesetzt: Die Streptokinase dient zum Auflösen von Blutgerinnseln, die DNasen werden in der Wundbehandlung eingesetzt.
Im „Kampf“ mit Makrophagen greift S. pyogenes mithilfe von Cytolysinen nicht nur deren Zellmembran an, sondern in einem kaskadierten Prozess auch die Mitochondrien.
Der Chirurg Friedrich Fehleisen (1854–1924) hatte diesen, früher Streptococcus erysipelatos genannten Erreger als Verursacher des Erysipels entdeckt und ihn zur Therapie von bösartigen Geschwülsten eingesetzt.